# 蓝歌鸲
蓝歌鸲（学名：Larvivora cyane）为鶲科鴝鳥屬的鸟类，俗名蓝尾巴根子、蓝靛杠、挂银牌、黑老婆、青鸲、轻尾儿、 小琉璃等。藍歌鴝是一種小型雀形目鳥類，曾被歸類為鶇科（Turdidae），但現在普遍認為屬於鶲科（Muscicapidae）。

## 分類
藍歌鴝以前被歸類於鴝屬Luscinia。2010年發表的一項大型分子系統發育學研究顯示，鴝屬並非單系群，該物種與其他東亞的鴝屬成員應歸於一個新的屬，與日本歌鴝和琉球歌鴝同屬。因此該屬被拆分，幾個物種，包括藍歌鴝，被移至重新使用的鴝鳥屬（Larvivora）。其屬名Larvivora源自新拉丁語larva（毛毛蟲）和-vorus（食用），意指食毛毛蟲，而cyane則是拉丁語中「深藍色」的意思。

## 分布與棲地
分布于西伯利亚、朝鲜、日本、中南半岛、马来西亚、印度尼西亚、印度、缅甸以及中国大陆的内蒙古、黑龙江、吉林、北京、辽宁、河北、河南、山东、安徽、山西、陕西、宁夏、甘肃、四川、贵州、云南、浙江、福建、广东、西藏等地，多栖息于地面以及匿于芦苇荆棘间。该物种的模式产地在西伯利亚的Daurianregion。
這種鳥類是遷徙性的食蟲性鳥類，繁殖於東部古北界，範圍涵蓋西伯利亞、蒙古北部、中國東北、韓國及日本，冬季遷徙至南亞和東南亞，包括印尼。
其繁殖棲地為具有濃密灌木叢的針葉林，通常靠近河流或森林邊緣。牠們在地面上覓食，但行動隱密。冬季時，牠們也傾向於停留在茂密的植被中。
藍歌鴝比歐亞鴝稍大。繁殖期的雄鳥特徵明顯，上半身為藍色，下半身為白色。雌鳥則顏色較黯淡，上半身為棕色，下半身接近白色，深色的眼睛在較淺的棕色臉部上十分醒目。
這種鳥類極少出現在歐洲，即使在遠至巴基斯坦的地區，牠們也屬於迷鳥。

## 亚种
- 蓝歌鸲东南亚种（学名：Larvivora cyane bochaiensis）。[7]
- 蓝歌鸲指名亚种（学名：Larvivora cyane cyane）。在中国大陆，分布于内蒙古、黑龙江、辽宁、河北、河南、山东、安徽、山西、陕西、宁夏、甘肃、四川、贵州、云南、浙江、福建、广东、西藏等地。该物种的模式产地在西伯利亚Dauriaregion。[8]